# Comahuesaurus windhauseni
Comahuesaurus windhauseni (“reptil del Comahue de Anselmo Windhausen”) es la única especie conocida del género extinto Comahuesaurus de dinosaurio saurópodo rebaquisáurido basal que vivió a mediados de período Cretácico hace unos 125 millones  de años, durante el Barremiense y el Aptiense en lo que ahora es Sudamérica. Sus restos fósiles, pertenecientes al menos a tres individuos, se han encontrado en la formación Lohan Cura en el sur de la provincia del Neuquén, Argentina. El nombre genérico hace referencia a la denominación en mapuche de la zona donde se encontró el fósil y el nombre específico a Anselmo Windhausen, por su contribución al conocimiento geológico del norte de la Patagonia.